# ジミー竹内
ジミー 竹内（ジミー たけうち、本名：竹内 和三郎（たけうち わさぶろう）、1930年6月29日 - 2009年12月29日）は、日本のドラマーの一人。スウィング・ジャズを中心に、モダン・ジャズや、歌謡曲の分野でも活躍した。

## 人物
東京府出身。
1948年に横須賀でプロのドラマーとして仕事を始めた。その後、原信夫シャープス＆フラッツ、小原重徳&ブルーコーツ、鈴木章治とリズムエース、渡辺晋とシックスジョーズ、世良譲トリオ、など、ビッグ・バンドからコンボまでを渡り歩き、1950年代後半にはジョージ川口、白木秀雄とともに「三大ドラマー」を称された。「戦後の日本ジャズ界を代表するドラマー」とも評されている。
1958年、竹内は渡辺プロダクション社長の渡邊晋にザ・ピーナッツを紹介し、デビューへのきっかけを作ったとされる。
1967年には自ら『ジミー・竹内＆ジ・エキサイターズ』というバンドを結成し、東芝音楽工業より『ドラム・ドラム・ドラム』という、当時の流行であったグループ・サウンズの曲を鈴木邦彦のアレンジによってレコーディングしたアルバムを発表し、以降、12年にわたってシリーズ化された。
1970年には、来日したテディ・ウィルソンと共演し、録音も残している。
1970年代後半にTBSテレビで放送された音楽番組『サウンド・イン"S"』には、世良譲トリオの一員としてレギュラー出演していた。
1996年、音楽生活50周年記念アルバム『Jimmy Takeuchi/JIMMY THE DRUMS』が発表された。
1999年に脳梗塞で倒れ、リハビリに取り組んで演奏に復帰するが、2002年には「引退コンサート」を行った。
2009年12月29日に肺炎のため死去。墓所は池上本門寺。